# Salza (Adelsgeschlecht)

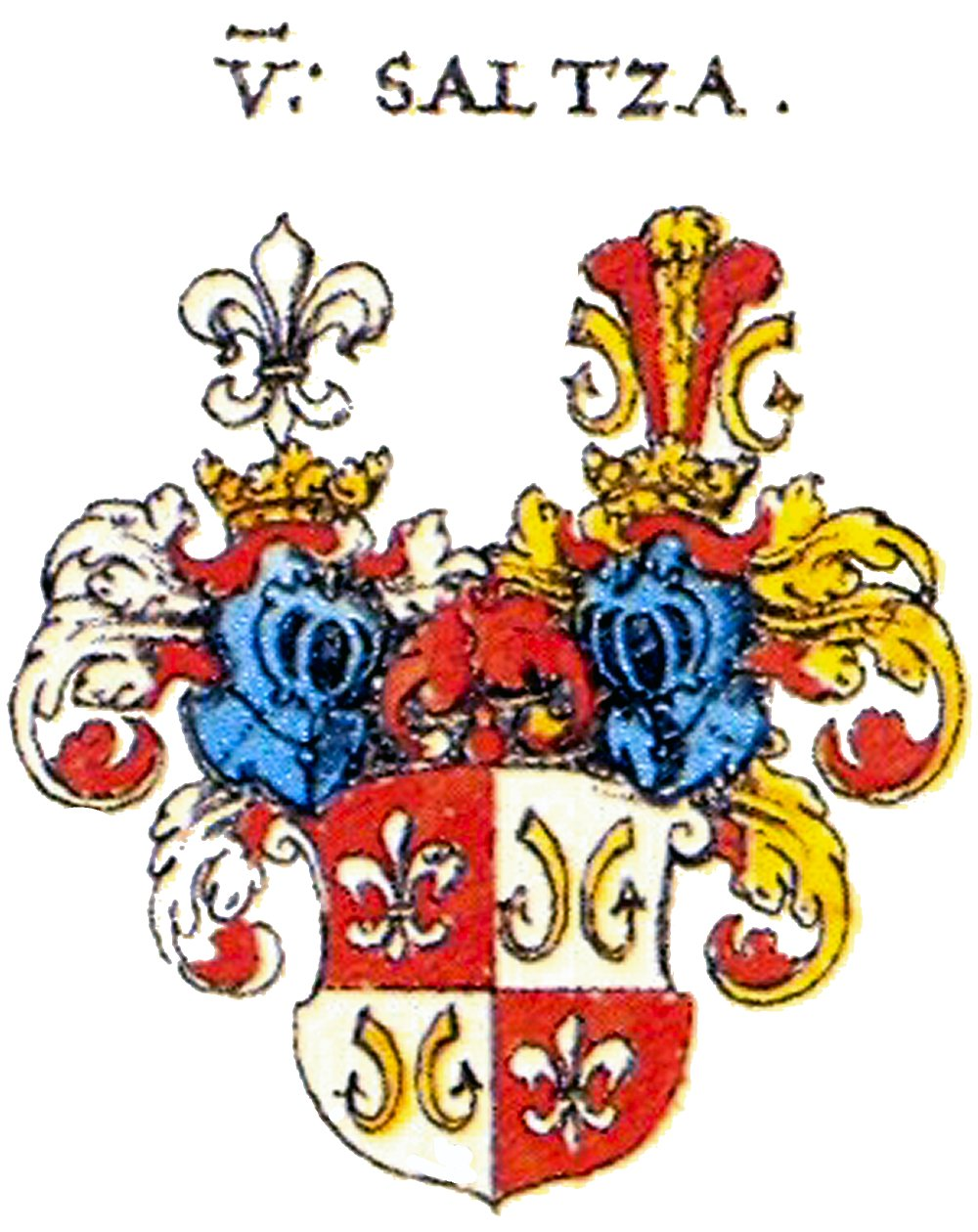
Gemehrtes Wappen der Gesamtfamilie nach Siebmachers Wappenbuch (Tafel 180, Braunschweigische)

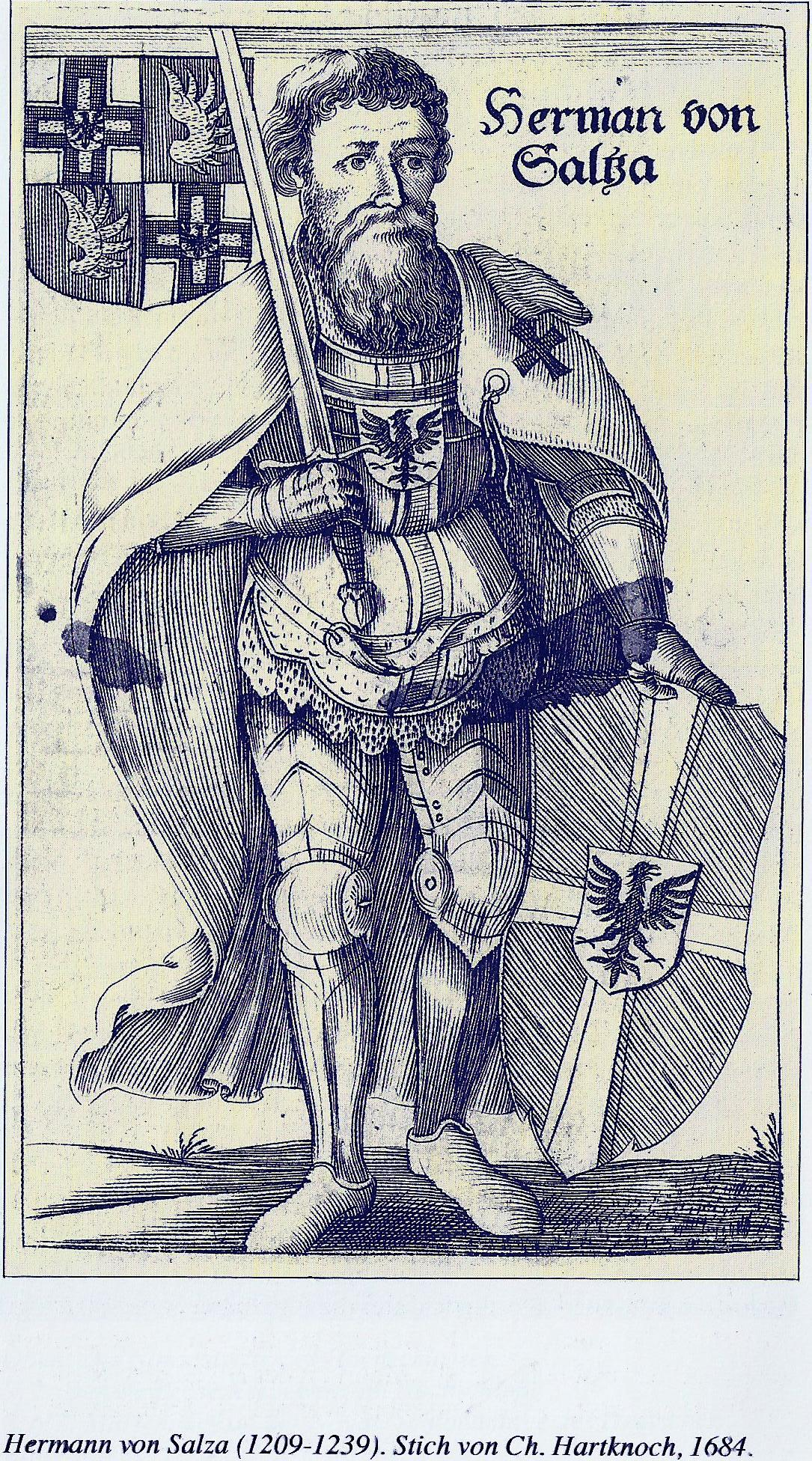
Hermann von Salza († 1239) als Hochmeister des Deutschen Ordens, mit unbelegbarer und nur vermuteter Zugehörigkeit zum heute noch bestehenden Geschlecht derer von Salza, nach Kupferstich im Jahre 1684 von Christoph Hartknoch

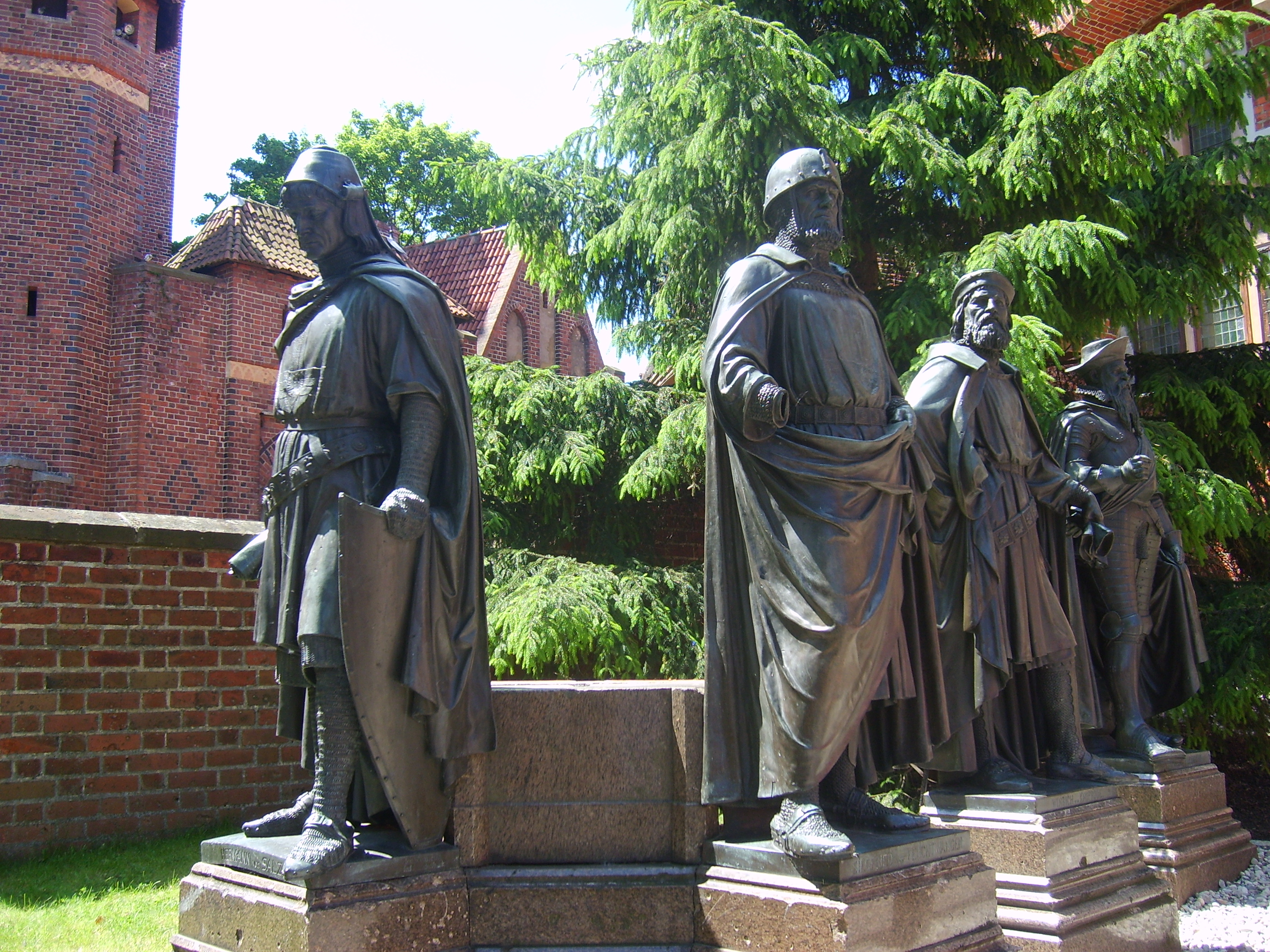
Statuen v. l. n. r.: Salza neben Feuchtwangen, Kniprode und Hohenzollern, in Malbork, deutsch Marienburg.

Salza (auch Saltza oder Grafen, Freiherren und Herren von Sal(t)za) ist der Name eines uralten Adelsgeschlechts aus Thüringen, das sich nach dem Baltikum, nach Böhmen, nach der Oberlausitz, nach Russland, Sachsen, Schlesien und Schweden verbreitete.

## Geschichte
Das ursprünglich edelfreie Geschlecht derer von Salza stammt aus dem gleichnamigen Ort Salza, heute Bad Langensalza, wo sie auf der Dribogk/Dryburg (heute Schloss Dryburg) sowie auf der Wasserburg in der Ortschaft Ufhoven saßen. Der Stammvater Burchard von Salza wird urkundlich zwischen 1162 und 1195 erwähnt. 1174 erscheinen Hugo von Salza und seine Brüder Günther und Hermann in den Quellen. Sie waren als kaiserliche Beamte im Besitz des Münzrechts und besaßen im 13. Jahrhundert in Salza eine Münzstätte, die durch Münzfunde nachgewiesen ist. 1345 veräußerte die Familie Herrschaft und Stadt Salza. Der Oberlausitzer Zweig erscheint erstmals 1298 mit Heilmannus de Sale und Heinricus de Sale. Sie waren Inhaber landesherrlicher Lehngüter im Land Görlitz und zugleich Mitglieder des Rates der Stadt Görlitz.

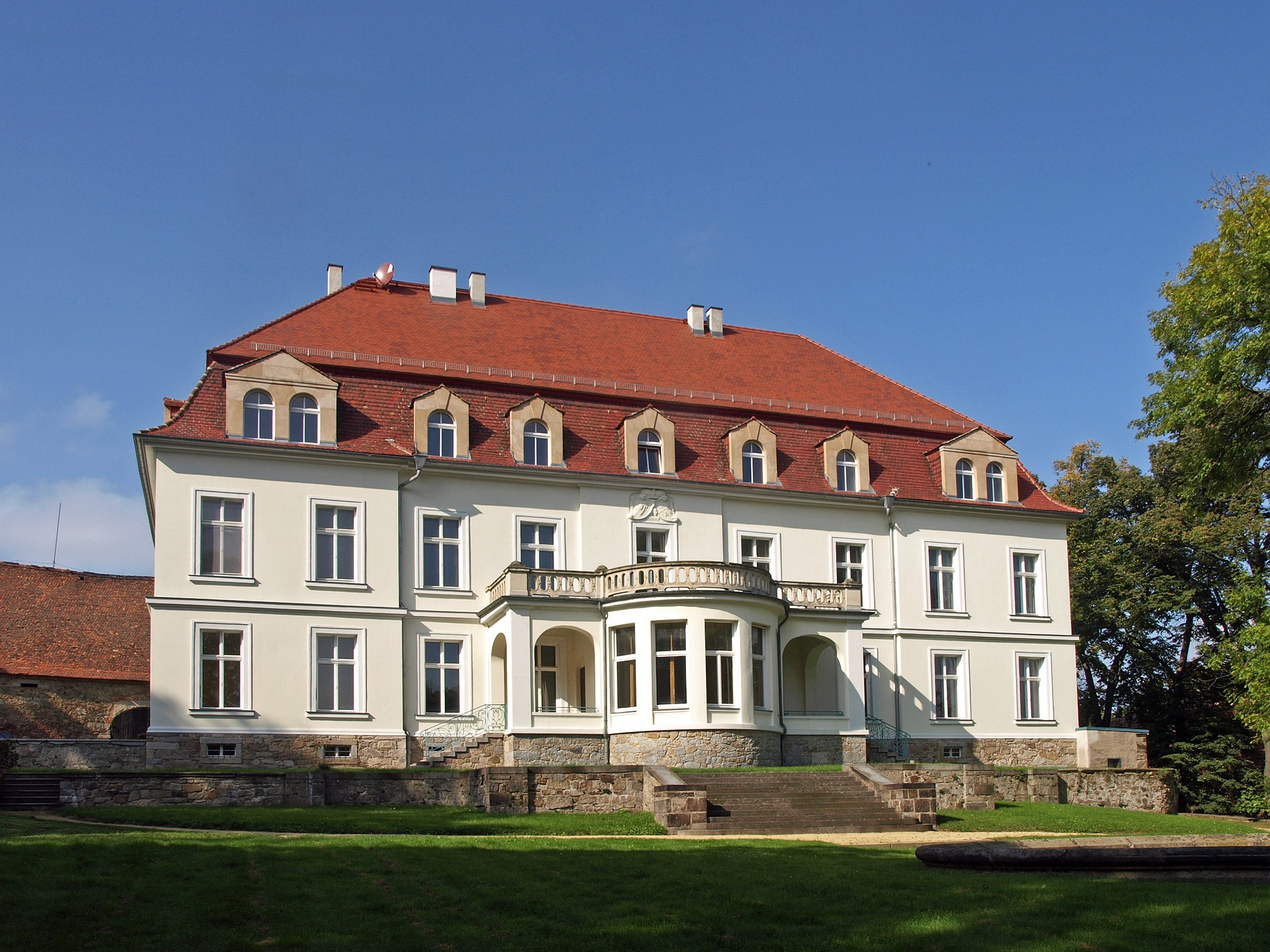
Gut Drehsa, Oberlausitz
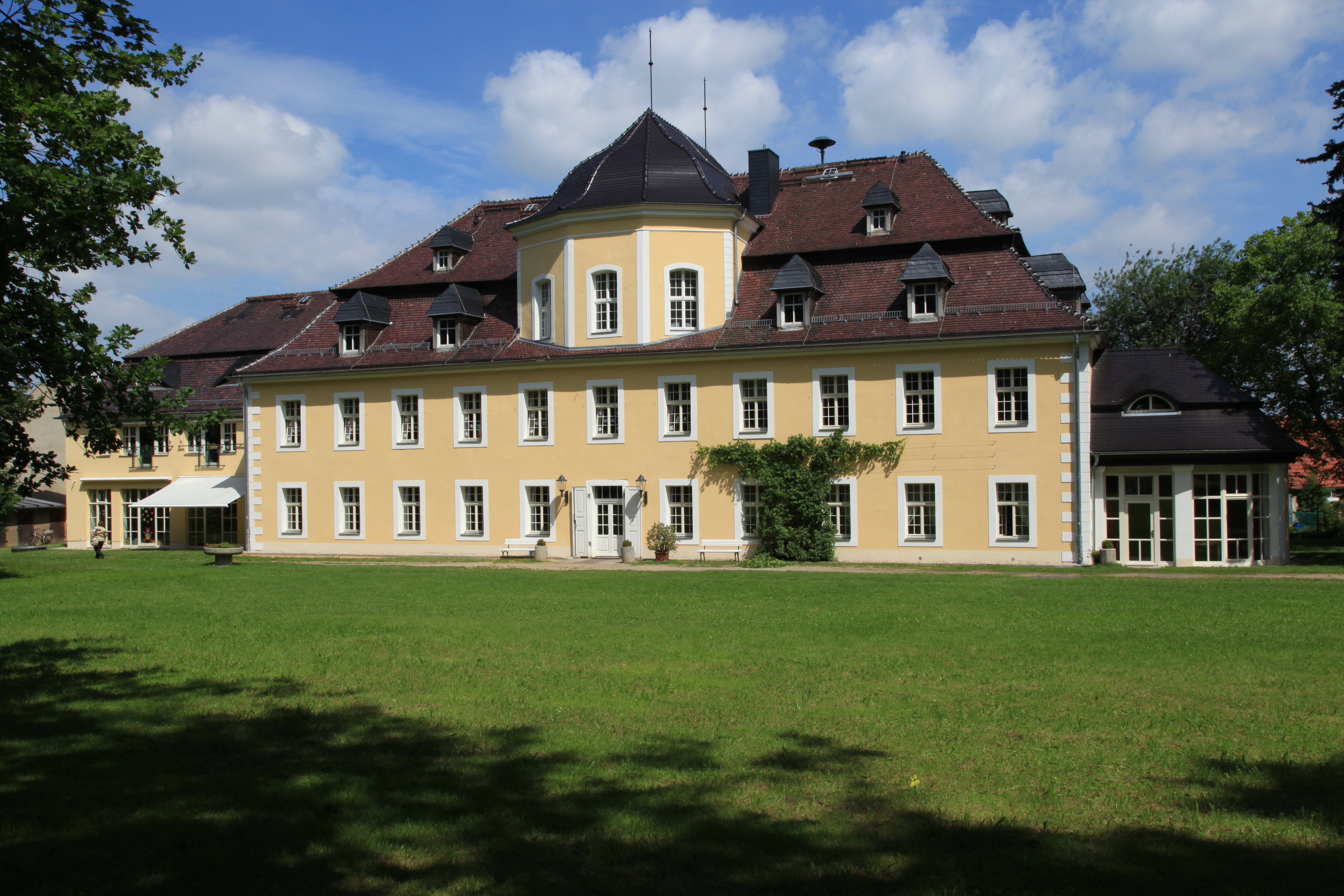
Schloss Kittlitz
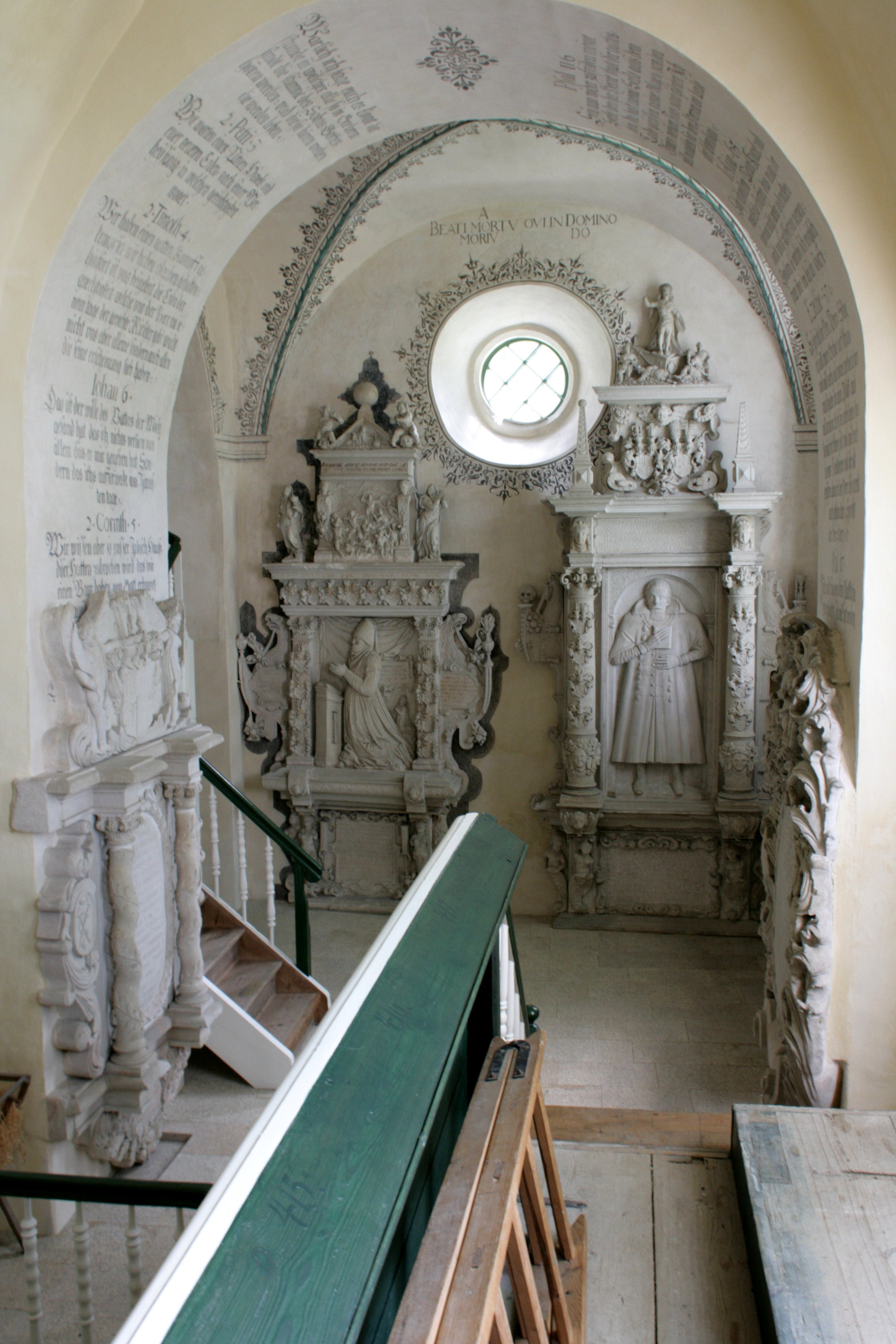
Grabkapelle der Familie von Salza in St. Barbara (Ebersbach) Oberlausitz

Der Oberlausitzer Zweig der Familie, von dessen ursprünglich bestehenden drei Linien Lichtenau, Linda (ausgestorben im 18. Jahrhundert) und Schreibersdorf (ausgestorben im 17. Jahrhundert), alle drei bei Lauban gelegen, nur noch die Linie Lichtenau blüht, ist von nachweislich 1298 bis heute, nur unterbrochen vom Zeitraum 1945 bis 2007, in seiner Heimat ansässig, darunter auf den Gütern Sornßig, Jeßnitz und Wuischke und ab 1909 auf Schloss Kittlitz. Hermann Freiherr von Salza und Lichtenau (1978–2013) kaufte 2007 das Gut Drehsa zurück.
Angehörige der Familie leben heute in Deutschland und in den Vereinigten Staaten von Amerika, darunter die amerikanische Schwimmerin Christina von Saltza.

## Namensträger
- Carl von Salza und Lichtenau (* 1802; † 1865), Jurist, königlich sächsischer Oberappellationsrat, nationalliberaler Schriftsteller, Dichter, Verfasser des ersten Entwurfs einer Verfassung für das Königreich Sachsen 1830
- Christoph Friedrich von Salza († 1673), protestantischer Adliger, Rittergutsbesitzer auf Ebersbach im Görlitzer Kreis, Ober- und Niederspremberg im Amt Stolpen, kurfürstlich sächsischer Rat, Landesältester des Görlitzer Kreises und Gründer der nach ihm benannten Exulantenstadt Neu-Salza
- Ernst von Salza und Lichtenau (* 1860; † 1926), Rittergutsbesitzer auf Sornßig bei Pommritz, königlich sächsischer Wirklicher Geheimer Rat, außerordentlicher Gesandter und bevollmächtigter Minister in Berlin, Bevollmächtigter zum Bundesrat, Klostervogt zu St. Marienthal
- Friedrich von Salza, 1335 Landkomtur der Ballei Böhmen-Mähren des Deutschen Ordens
- Heinrich von Salza d. Ä., Ersterwähnung 1289, Ratsherr und Schöffe zu Görlitz
- Heinrich von Salza d. J., Ersterwähnung 1289, Ratsherr und Schöffe zu Görlitz
- Hermann von Salza (* 1209; † 1239), Hochmeister des Deutschen Ordens; die Zugehörigkeit zum heute noch bestehenden Geschlecht der Salza ist jedoch nicht belegbar und kann nur vermutet werden
- Hermann von Salza und Lichtenau (* 1829; † 1915), Rittergutsbesitzer auf Jeßnitz, später auf Wuischke bei Pommritz, königlich sächsischer Wirklicher Geheimer Rat, Mitglied des Reichstags des Norddeutschen Bundes und des Sächsischen Landtags, Kreishauptmann zu Bautzen, später Präsident der königlich sächsischen Oberrechnungskammer, Ehrenbürger der vier im Königreich Sachsen verbliebenen Sechsstädte Bautzen, Kamenz, Löbau, Zittau und der Stadt Neusalza
- Hermann von Salza und Lichtenau (1858–1911), Rittergutsbesitzer auf Lehn bei Pommritz, Generalmajor, General à la Suite des Königs von Sachsen, königlich sächsischer Militärbevollmächtigter und stellvertretender Bundesratsbevollmächtigter in Berlin, vormals Kommandeur des 1. königlich sächsischen Ulanenregiments Nr. 17 Kaiser Franz Joseph König von Ungarn
- Hermann Aleksander Eduard von Salza (1885–1946), deutsch-baltischer Baron und Konteradmiral
- Hermann Freiherr von Salza und Lichtenau (1978–2013), promovierter Jurist, Besitzer des Gutes Drehsa bei Weißenberg seit 2007, Mitglied der Oberlausitzischen Gesellschaft der Wissenschaften, Görlitz; mit dem Mitte September 2013 verstorbenen Adligen erlosch der Oberlausitzer Zweig derer von Salza und Lichtenau
- Jakob von Salza (1481–1539), Fürstbischof von Breslau
- Rudolf Maximilian von Salza (1676–1735), Kaiserlicher Generalfeldwachtmeister
- Wigand von Salza (1460–1520), Jurist, Humanist, Domherr zu Breslau, erster Gräzist der Oberlausitz
- Jacob von Salza (1526–1589), Amtshauptmann des Fürstentum Görlitz, ab 1583 Besitzer des Gutes Nieder-Heidersdorf ab 1587 Besitzer des Gutes Mittel-Heidersdorf

### Nobilitierungen
Die Familie von Salza ist in den Freiherrnstand und in den Grafenstand erhoben worden.

## Wappen
Blasonierung: Das Stammwappen zeigt auf Rot ein weißes Widderhorn.

### Sekundärliteratur
- Richard Jecht: Geschichte der Stadt Görlitz. III. Gründung der Stadt. Görlitz 1923, S. 28 ff. in: Neues Lausitzsches Magazin, Band 99, Hrsg. OGdW, Selbstverlag, Görlitz 1923. "Ein paar Worte sind hier zu sagen über die Familie v. Salza. Denn die v. Salza spielen bis in das 15. Jahrhundert hinein in Görlitz eine größere Rolle, ....
- Sebastian Beutler: Ein riesiger Verlust. Mit Hermann Freiherr von Salza und Lichtenau stirbt nicht nur ein Vertreter des Oberlausitzer Adels. Mit ihm geht viel mehr. In: Sächsische Zeitung Dresden, Redaktion Löbau-Zittau, Wochenendbeilage vom 2/3. November 2013, S. 19. ZDB 2448502-0
- Irmela Hennig: „Wir gehen einer ganz normalen Arbeit nach“. Fast 200 große und kleiner Güter gab es einst in der Oberlausitz. Einige Adlige kehrten nach der Wende in ihre Heimat zurück. Die SZ sprach mit Hermann Freiherr von Salza und Lichtenau über das Leben des Lausitzer Adels früher und heute. In: Sächsische Zeitung Dresden, Löbauer Zeitung, Wochenendausgabe vom 29./30. Oktober 2011, S. 9. ZDB 2448502-0